# Контрудар под Гродно (1941)
Контрудар под Гродно — фронтовой контрудар в первые дни Великой Отечественной войны в ходе Белорусской стратегической оборонительной операции, осуществлявшийся 24—25 июня 1941 года.

## Предыстория
Внезапное нападение Германии на СССР ранним утром 22 июня застало советские войска Западного фронта врасплох. Под градом немецких ударов разваливалась оборона на гродненском направлении в том числе.
Немецкая 9 А Штрауса наступала на Гродно 20-м ак и 8-м ак (пять пехотных дивизий). Ударов массы немецкой пехоты, поддержанной мощным артиллерийским кулаком, не смогла выдержать 56-я сд 3 А, занимавшая оборону на широком фронте.

Наступлению пытались помешать единственным подвижным резервом 3 А - 11-й мехкорпус Мостовенко ударил силами 29-й тд и 33-й тд (всего 384 танка). Этот контрудар позволил избежать немедленного прорыва немцев к Гродно вдоль шоссе. В журнале боевых действий немецкой 8-й пд об этом сказано:
Продвижение остановлено, командир 84-го пп вынужден отказаться от намерения взять Гродно быстрым ударом.
О характере сопротивления советских войск разведка немецкой 9 А 23 июня докладывала: 
Русские сражаются до последнего, предпочитают плену смерть. Большие потери личного состава, мало пленных.
Однако всего две советские танковые дивизии не могли полностью ликвидировать кризис, возникший утром 22 июня. Немецкая 9 А сумела отразить первый удар и утром 23 июня захватила Гродно. В донесении разведка 9 А сообщала:  
В Гродно захвачены большие трофеи оружия, боеприпасов и продовольствия. 
Вечером 22 июня советское Главное командование издало Директиву №3, где предписывалось нанести фронтовые контрудары, в частности, в полосе ЗФ: силами не менее двух мехкорпусов и авиации во фланг и тыл сувалкинской группировки противника, уничтожить ее совместно с войсками Северо-Западного фронта и к исходу 24 июня овладеть районом Сувалки.

## Ход боевых действий

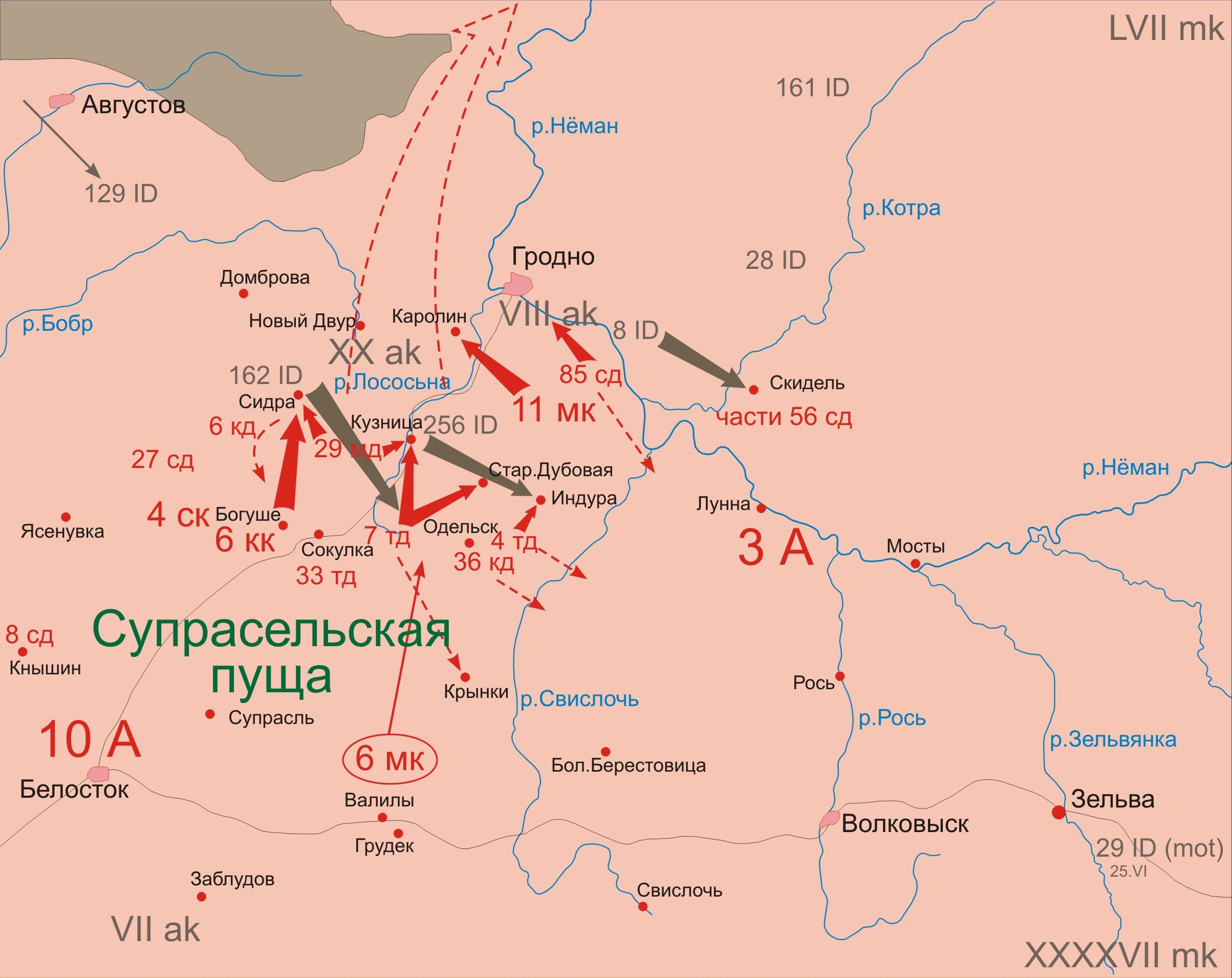
Советский контрудар под Гродно 24-25 июня 1941 года

### Действия Конно-механизированной группы
Исполняя директиву № 3 23 июня начали формировать Конно-механизированную группу (КМГ) во главе с замкомандующим ЗФ генерал-лейтенантом И. В. Болдиным.
Павлов приказал нанести удар севернее Белостока, полагая, что так предотвращает образование котла в Белостокском выступе. Главком ошибочно считал, что посылает свои сильнейшие подвижные резервы против танковых групп противника, тогда как на самом деле бил по пехотным 20 ак и 8 ак. А немецкие 2-я тг и 3-я тг в это время рвались намного восточнее - на Минск.
К контрудару планировали привлечь 6-й мехкорпус и 6-й кавкорпус из 10 А и 11-й мехкорпус из 3 А. Однако связь с 3 А и 11-м мехкорпусом установить не удалось. В итоге в КМГ вошли:
- 6-й мехкорпус (генерал-майор М. Г. Хацкилевич, около 1000 танков)
  - 4-я тд (генерал-майор А. Г. Потатурчев)
  - 7-я тд (генерал-майор С. В. Борзилов)
  - 29-я мотодивизия (генерал-майор И. П. Бикжанов)
- 6-й кавкорпус (генерал-майор И. С. Никитин)
  - 6-я кавдивизия (генерал-майор М. П. Константинов)
  - 36-я кавдивизия (генерал-майор Е. С. Зыбин)

24 июня юго-западнее Гродно начала наступать фронтовая КМГ. Маршал Кулик и генерал-лейтенант Болдин поставили задачи:
- стабилизировать положение в районе Гродно
- продвинуться к переправам через Неман в район Друскеники и Мяркине
- уничтожить противника на левом берегу Немана.

Из артиллерии советский контрудар поддерживали только 124-й артполк РГК и 77-й артполк 29-й мотодивизии. Оба гаубичных артполка танковых дивизий к поддержке наступления не привлекались. Противник, по данным историка Алексея Исаева, оценил силу артиллерии КМГ в 3 тяжелых и 2 легких артполка по два артдивизиона в каждом.
С воздуха действия КМГ должны были прикрывать не менее 80 бомбардировщиков, однако приказ был отослан только утром 24 июня, к тому же авиация Западного фронта к этому времени уже понесла тяжелые потери, а господство в воздухе захватил противник.
Выдвижение большого количества советских танков заметила авиация противника. ГА «Центр» перебросила в район боёв 129-ю пд. В воздух поднялся 8-й авиакорпус Рихтгофена, пикирующим бомбардировщикам которого советский 6-й мехкорпус без зенитного и авиационного прикрытия нечего было противопоставить (по отчету командира 7-й тд, его зенитный артдивизион в начале войны находился на полигоне в Крупках восточнее Минска).

В итоге советская КМГ оказалась скована двумя дивизиями 20-го ак и действиями немецкой авиации. Это привело к потерям в живой силе и технике, дезорганизовало тыл: нарушило обеспечение боя боеприпасами и горюче-смазочными средствами. Группа Болдина пошла в бой с марша, атаковала уже продолжительное время. Требовалось время на заправку и техобслуживание машин. Командир 7-й тд Борзилов писал в отчете: 
В дивизии ГСМ было на исходе, заправку производить не было возможности из-за отсутствия тары и головных складов.
Во второй половине дня 25 июня отдали приказ прекратить контрудар. Вечером 25 июня штаб ЗФ приказал отвести части на восток к Слониму.

Главком ГА «Центр» Бок в дневнике записал 26 июня:
Грейфенберг (начштаба ГА „Центр“) отправился в 9 А и выяснил, что положение 20-го ак опасений больше не внушает. Он не "испепелен дотла", как говорили вчера, и даже находится во вполне боеспособном состоянии. Такие слухи свидетельствуют о том, что противник предпринимал отчаянные попытки выбраться из котла.
Возникал вопрос - почему же советские новейшие танки КВ и Т-34 не опрокинули немецкую пехоту? Поясняет историк Алексей Исаев в книге "Неизвестный 1941-й. Остановленный блицкриг": 
Во-первых, пехоты было много, и это был не слабый фланговый заслон, а ударная группировка с сильной артиллерией. Во-вторых, советская атака проводилась при слабой поддержке мотострелков, и немецкие противотанкисты могли стрелять по танкам в упор.
Также неуязвимость новых советских танков несколько преувеличивается. Командир 4-й тд Потатурчев на допросе в плену говорил: «Легкие немецкие противотанковые орудия были неэффективны против тяжелых русских танков (50–68 т), с другими танками, в том числе Т-34, они боролись успешно». Это слова человека, который лично участвовал в описываемых событиях. Командир 7-й тд Борзилов писал: «Лично преодолевал четыре противотанковых района машинами «КВ» и «Т-34». В одной машине была выбита крышка люка механика-водителя, а в другой — яблоко «ТПД».

Немецкая авиация только довершила то, чего уже добилась пехота.
И все же группе Болдина удалось снизить темп немецкого наступления. Пишет немецкий исследователь белостокского котла Хейдорн:
Тяжелым тактическим поражением завершились советские атаки 24 и 25 июня южнее и юго-восточнее Гродно. Несмотря на использование большого числа танков, русским не удалось разгромить части 20-го ак, расположенные на не слишком удачных позициях.

На оперативном уровне, однако, советские атаки принесли успех. Германский 20-й ак оказался настолько серьезно скованным, что лишь 27 июня оказался в состоянии вновь перейти к наступлению. Таким образом, он потерял 3,5 дня.

### Контрудар 3-й армии
Советская 3 А действовала отдельно. 24 июня в наступление с целью захвата Гродно направились части 11-го мехкорпуса: 29-я тд (полковник Н. П. Студнев) и 204-я мотодивизия (полковник А. М. Пиров)  и части 85-й сд (генерал-майор А. В. Бондовский).
Весь день мехкорпус Мостовенко участвовал в атаках на Кузницу, у которой скапливались главные силы немецкой 256-й пд. До вечера 24 июня 11-й мехкорпус провел больше десятка танковых атак на Кузницу. Другой частью сил корпус атаковал плацдарм немецкой 8-й пд южнее Гродно.

Немцы высоко оценили действия корпуса Мостовенко и передовых отрядов группы Болдина. В донесениях ГА «Центр» за 24 июня сообщали:  
Сильный контрудар с применением танков против Кузница и Гродно с юга и юго-востока. Здесь идут тяжелые бои. По атакующим вражеским танкам действовали пикирующие бомбардировщики. Отдан приказ о переброске сюда 129-го противотанкового дивизиона, зенитной батареи 8-го ак, 129-й пд в полосу 20-го ак.

20-й ак и 8-я пд 8-го ак временно перешли к обороне. 
И все же немцы дали группе Мостовенко отпор, значительно потрепав ее. Как пишет немецкий исследователь белостокского «котла» Хейдорн: 
Германские «Штуки» и управляемый самолетами-корректировщиками артиллерийский огонь, равно как и обстрел прямой наводкой, сорвали все эти атаки. 
К тому же противник стал обходить группу Мостовенко со стороны Гродно. Боясь окружения и подвергаясь нажиму с фронта, 25 июня корпус Мостовенко и 85-я сд вынужденно отошли - на рубеж обороны р. Свислочь.
К тому моменту в 29-й тд осталось около 60 танков, включая 10 Т-34. Ударные возможности корпуса Мостовенко в тяжелых боях 22-24 июня существенно снизились. О его участии в контрударе совместно с группой Болдина уже не было и речи. И в контрударе 25 июня он уже фактически не участвовал.

Его 33-ю тд Болдин подчинил себе. Две оставшиеся дивизии корпуса Мостовенко лишь оборонялись: отражали попытку немцев форсировать Неман, угрожающую флангу советской ударной группы под Гродно. Мостовенко тоже упоминает об интенсивных авиаударах немцев днем 25 июня:  
Особенно усиленная бомбардировка производилась в этот день авиацией, и уцелевшие от предыдущих дней тылы были уничтожены. Ни одна машина не могла показаться на открытом месте, не будучи уничтожена. Расположение частей также подвергалось беспрерывным бомбардировкам и обстрелу авиации. 

## Оценка немецкого командования
Начальник немецкого Генштаба Гальдер записал в дневнике 29 июня впечатления генерал-инспектора пехоты Отта о боях у Гродно: 
Упорное сопротивление русских заставляет нас вести бой по всем правилам наших боевых уставов. В Польше и на Западе мы могли позволить себе известные вольности и отступления от уставных принципов; теперь это недопустимо.

## Итоги
По словам Алексея Исаева, контрудар групп Болдина и Мостовенко выполнил важную функцию - не дал замкнуть котел у Волковыска. 
Фактически контрудар 6-го мехкорпуса предотвратил быстрое смыкание кольца у Волковыска силами немецкой пехоты. В условиях количественного превосходства двух немецких полевых армий над противостоявшими им 3 А и 10 А это само по себе было достижением. Напомню, что контрудар пришелся не по фланговому заслону немцев, а по имеющему наступательные задачи 20-му ак.
По данным 20-го ак, немцы уничтожили 207 число советских танков.
За это время был произведен отход с линии р. Бобр - если не считать сильные арьергарды у Осовца. Удалось предотвратить продвижение немцев с плацдармов у мостов через р. Нарев юго-западнее и южнее Белостока, их остановили до 26 июня. Так обеспечили организованный отход центра и правого крыла советской 10 А до р. Рось севернее Волковыска .